# Kyōsuke Yoshikawa
Kyōsuke Yoshikawa (japanisch 吉川 京輔 Yoshikawa Kyōsuke; * 8. November 1978 in der Präfektur Chiba) ist ein ehemaliger japanischer Fußballspieler.

## Karriere
Yoshikawa erlernte das Fußballspielen in der Schulmannschaft der Funabashi High School und der Universitätsmannschaft der Universität Tsukuba. Seinen ersten Vertrag unterschrieb er 2001 bei den Consadole Sapporo. Der Verein spielte in der höchsten Liga des Landes, der J1 League. Am Ende der Saison 2002 stieg der Verein in die J2 League ab. Für den Verein absolvierte er 23 Ligaspiele. Ende 2003 beendete er seine Karriere als Fußballspieler.